# Río Tu
El río Tu (en adigué y en ruso: Ту) es un río del krai de Krasnodar, en el Cáucaso Occidental, en el sur de Rusia. Discurre completamente por el raión de Tuapsé. Desemboca en el mar Negro en Ólguinka.

## Curso
Nace en las vertientes meridionales del Cáucaso Occidental, en las laderas al sur de los montes Ostraya (715 m) y Nizhni Piket (704 m), 3 km al este del aul Psebe. Tiene 18 km de longitud en los que discurre predominantemente en dirección suroeste y una cuenca de 59.1 km². Tiene varios afluentes, entre los que destaca en río Kabak.

## Turismo
En su ancho valle hay varios balnearios. 

## Bosques
Las laderas se hallan cubiertas de bosque mixto.